# Philadelphia Cycling Classic
Philadelphia Cycling Classic, også kendt som Philadelphia International Championship er et årligt cykelløb i Philadelphia. Det er det længste endagsløb i USA. Mændenes løb er af UCI klassificeret som i kategori 1.1. Løbet blev etableret i 1985 og er en del af UCI America Tour. Løbet har skiftet navn flere gange efter skiftende sponsorer.
Der er et løb for mænd og et for kvinder, det sidste kaldes Liberty Classic. Mændenes løb består af tre runder på 1,6 km hver, som åbner løbet, og derefter følger syv runder på 23,2 km runder af det primære circuit, derefter kommer en afsluttende circuit på fem runder på 4,8 km hver. Den totale længde er på 251 km. Kvindernes køb er på samme rute, men starter senere og er kortere, den er på 92,7 km.

## Resultater fra mændenes løb
| År                                                    | Vinder                | Toer                 | Treer              |
| ----------------------------------------------------- | --------------------- | -------------------- | ------------------ |
| CoreStates USPRO Championships                        |                       |                      |                    |
| 1985                                                  | Eric Heiden           | Jesper Worre         | Jens Veggerby      |
| 1986                                                  | Thomas Prehn          | Jørgen Marcussen     | Doug Shapiro       |
| 1987                                                  | Tom Schuler           | Cesare Cipollini     | Roy Knickman       |
| 1988                                                  | Roberto Gaggioli      | Dag Otto Lauritzen   | Ron Kiefel         |
| 1989                                                  | Greg Oravetz          | Mike Engleman        | Alexi Grewal       |
| 1990                                                  | Paolo Cimini          | Laurent Jalabert     | Kurt Stockton      |
| 1991                                                  | Michel Zanoli         | Davis Phinney        | Phil Anderson      |
| 1992                                                  | Bart Bowen            | Andrzej Mierzejewski | Roberto Pelliconi  |
| 1993                                                  | Lance Armstrong       | Gianluca Pierobon    | Graeme Miller      |
| 1994                                                  | Sean Yates            | Bruno Boscardin      | Brian Walton       |
| 1995                                                  | Norman Alvis          | Maurizio Di Pasquale | Clark Sheehan      |
| 1996                                                  | Eddy Gragus           | Roberto Gaggioli     | Fred Rodriguez     |
| 1997                                                  | Massimiliano Lelli    | Scott McGrory        | Angelo Canzonieri  |
| First Union USPRO Championships (1.2)                 |                       |                      |                    |
| 1998                                                  | George Hincapie       | Massimiliano Mori    | Tomáš Konečný      |
| 1999                                                  | Jakob Piil            | Brian Walton         | Harm Jansen        |
| 2000                                                  | Henk Vogels           | Fred Rodriguez       | Nicolaj Bo Larsen  |
| 2001                                                  | Fred Rodriguez        | Trent Klasna         | George Hincapie    |
| 2002                                                  | Mark Walters          | William-Chann McRae  | Danny Pate         |
| Wachovia USPRO Championships (1.2 puis 1. HC en 2005) |                       |                      |                    |
| 2003                                                  | Stefano Zanini        | Uroš Murn            | Julian Dean        |
| 2004                                                  | Francisco Ventoso     | Antonio Bucciero     | Gordon Fraser      |
| 2005                                                  | Chris Wherry          | Danny Pate           | Christopher Horner |
| Wachovia Cycling Series - Philadelphia (1.HC)         |                       |                      |                    |
| 2006                                                  | Gregory Henderson     | Iván Domínguez       | Oleg Grishkine     |
| Commerce Bank International Championship (1.HC)       |                       |                      |                    |
| 2007                                                  | Juan José Haedo       | Matthew Goss         | Bernhard Eisel     |
| 2008                                                  | Matti Breschel        | Kirk O'Bee           | Fred Rodriguez     |
| Philadelphia International Championship (1.HC)        |                       |                      |                    |
| 2009                                                  | André Greipel         | Gregory Henderson    | Kirk O'Bee         |
| 2010                                                  | Matthew Goss          | Peter Sagan          | Alexander Kristoff |
| 2011                                                  | Alex Rasmussen        | Peter Sagan          | Robert Förster     |
| 2012                                                  | Alexander Serebryakov | Aldo Ino Ilešič      | Fred Rodriguez     |
| Philadelphia Cycling Classic (1.2)                    |                       |                      |                    |
| 2013                                                  | Kiel Reijnen          | Jesse Anthony        | Joey Rosskopf      |
| Philadelphia Cycling Classic (1.1)                    |                       |                      |                    |
| 2014                                                  | Kiel Reijnen          | Jure Kocjan          | Dion Smith         |
| Philadelphia Cycling Classic (1.2)                    |                       |                      |                    |
| 2015                                                  | Carlos Barbero        | Michael Woods        | Toms Skujiņš       |
| Philadelphia Cycling Classic (1.1)                    |                       |                      |                    |
| 2016                                                  | Eduard Prades         | Travis McCabe        | Marco Canola       |

## Resultater fra kvindernes løb
| År   | Vinder            | Toer                 | Treer            |
| ---- | ----------------- | -------------------- | ---------------- |
| 2013 | Evelyn Stevens    | Joelle Numainville   | Claudia Häusler  |
| 2014 | Evelyn Stevens    | Lex Albrecht         | Lauren Hall      |
| 2015 | Lizzie Armitstead | Elisa Longo Borghini | Alena Amjaljusik |
| 2016 | Megan Guarnier    | Elisa Longo Borghini | Alena Amjaljusik |